# Sphère de Bernal

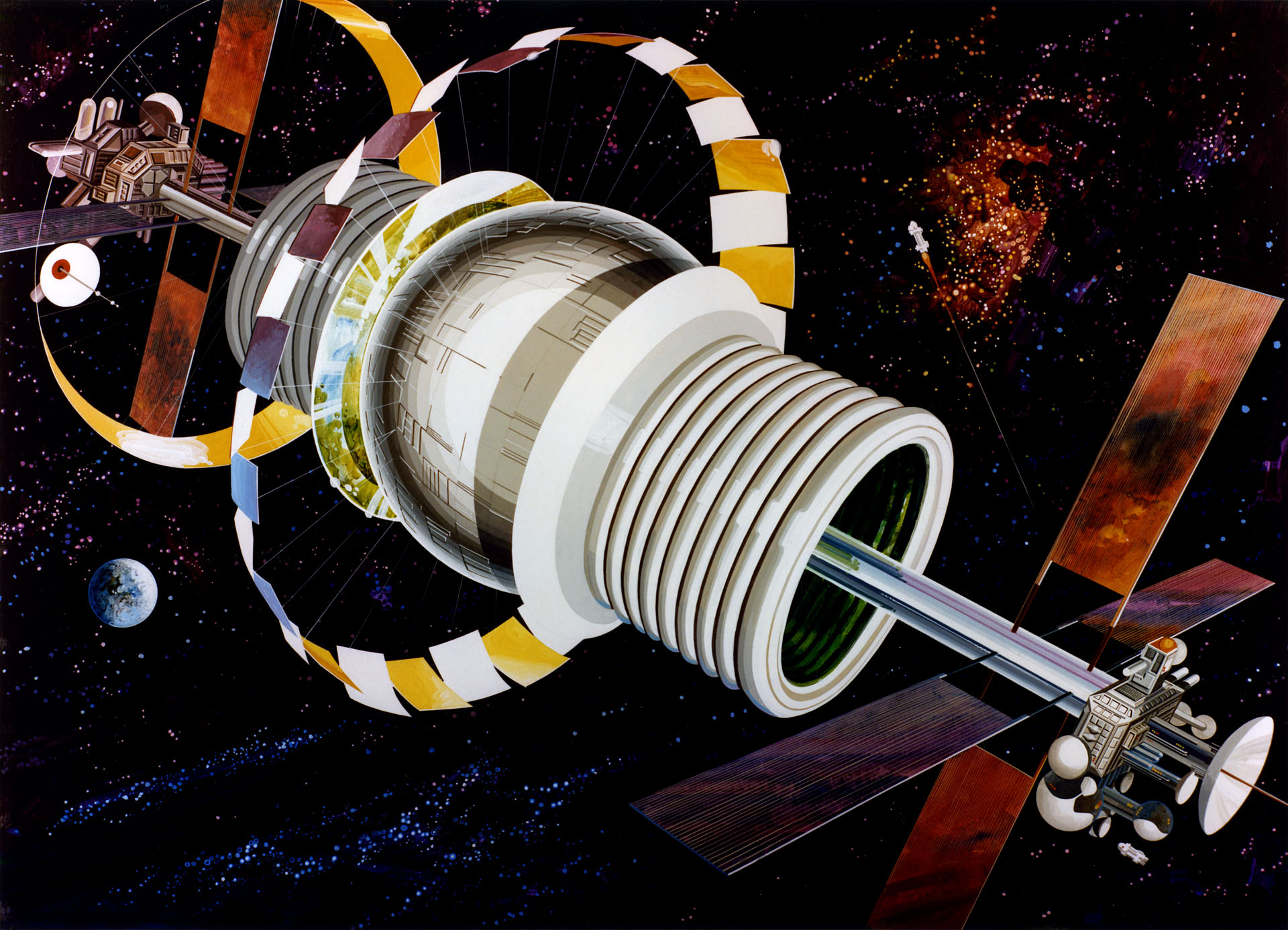
Une sphère de Bernal vue de l’extérieur.

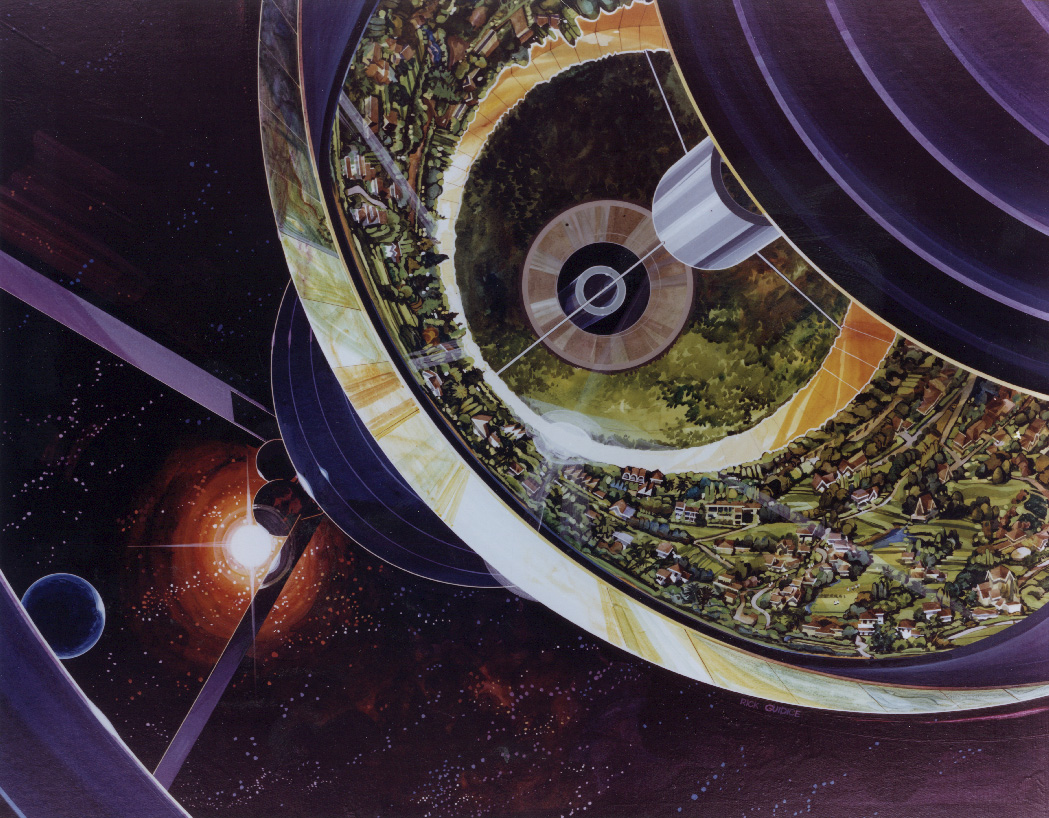
Intérieur de la sphère Bernal vue d’un pôle.

Une sphère de Bernal est un modèle proposé pour la colonisation spatiale, comme un habitat à long terme pour des résidents permanents, proposé pour la première fois en 1929 par John Desmond Bernal.
La proposition originale de Bernal consiste en une coquille creuse de 1,6 km de diamètre, avec une population de 20 000  à   30 000 personnes. La sphère est remplie d'air.
Lors d’études sur les colonies spatiales réalisées à l’université Stanford en 1975 et 1976, Gerard K. O'Neill propose une sphère de Bernal modifiée. Cette sphère fait 500 mètres de diamètre, et tourne à 1,9 tours par minute pour produire une gravité terrestre à l’équateur. Le paysage intérieur ressemble à une grande vallée qui suit l’équateur. Des miroirs externes permettent d’apporter la lumière solaire à travers des fenêtres au niveau des pôles. La forme sphérique a été choisie pour son efficacité à résister à la pression atmosphérique et pour son bon rapport masse-protection contre les radiations.
La version de la sphère de Bernal proposée par O’Neill s’appelle « Island One » (Première Île), et est dimensionnée pour 10 000 personnes. Pour comparaison, « Island Two » (le tore de Stanford) en contient 140 000, et « Island Three » (le cylindre O'Neill) des millions.